# Вілямовиці (Мазовецьке воєводство)
Вілямовиці (пол. Wilamowice) — село в Польщі, у гміні Дзежонжня Плонського повіту Мазовецького воєводства.
Населення — 145 осіб (2011).
У 1975-1998 роках село належало до Цехановського воєводства.

## Демографія
Демографічна структура станом на 31 березня 2011 року:
|          | Загалом | Допрацездатний вік | Працездатний вік | Постпрацездатний вік |
| -------- | ------- | ------------------ | ---------------- | -------------------- |
| Чоловіки | 81      | 11                 | 61               | 9                    |
| Жінки    | 64      | 14                 | 34               | 16                   |
| Разом    | 145     | 25                 | 95               | 25                   |